# Flemming Oliver Jensen
Flemming Oliver Jensen (født 2. februar 1950) er en dansk håndboldtræner.
Han er EHF Mastercoach-tidligere DHF instruktør. Har været træner i flere Ligaklubber i Indland og Udland. I udlandet storklubben Wisla Plock, Polen og Byåsen i Norge.
I Danmark træner for Virum Sorgenfri Håndbold (sølv og guldvinder, samt deltagelse i EHF cupen hvor klubben spillede sig frem til finalen mod Flensborg Handewitt- hvor Virum vandt i Danmark, men tabte i Flensborg, og tabte sammenlagt. 
Har også trænet Holtes ligahold, samt Ajaxs ligahold. Endvidere cheftræner og sportschef i TMS Ringsted, som var ligaen i 3 år under hans ledelse. I en toårig periode træner i Team Helsinge.
Har også været initiativtager til et talentudviklingsprojekt på Færøerne, som i dag er etableret fungerer kontinuerligt.  
Arbejder i dag med talentudvikling for yngre årgange.